# Apomempsoides parva
Apomempsoides parva är en skalbaggsart som först beskrevs av Aurivillius 1910.  Apomempsoides parva ingår i släktet Apomempsoides och familjen långhorningar.
Artens utbredningsområde är Gabon. Inga underarter finns listade i Catalogue of Life.